# 66
Aquesta pàgina és per a l'any. Per al nombre, vegeu seixanta-sis.

## Esdeveniments
- Revolta jueva contra l'Imperi Romà. Els zelotes prenen Jerusalem
- Cesti Gal intenta fer caure la rebel·lió jueva
- Suetoni Paulí esdevé un Cònsul Romà
- 22 de setembre - fou reclutada la Legió I Italica
- Gai Petroni Àrbitre, autor del Satíricon és acusat de traïció i convidat a suïcidar-se. També són condemnats a mort Sèneca i Lucà
- Dioscòrides Pedaci escriu la seva obra De Materia Medica
- Baekje envaeix Silla, a la Península de Corea

## Necrològiques
- Petroni, escriptor romà